# Puck (město)
Puck (polská výslovnost  [put͡sk]IPA, jméno kašubsky Pùck, německy Putzig, lotyšsky Pucka) je město v severním Polsku v Pomořském vojvodství v okrese Puck u Pucké zátoky v Baltském moři. Má rozlohu 16,94 km² a v roce 2023 zde žilo 10 555 obyvatel. Je jedním z center kašubské kultury.
Po obnovení samostatného Polska po první světové válce se Puck stal jediným polským přístavem na vyústění koridoru k Baltskému moři mezi Německem a Svobodným městem Gdaňsk. Roku 1920 se zde proto slavil symbolický „Sňatek Polska s mořem“. Teprve posléze byl jižně vybudován větší přístav v Gdyni.

## Galerie

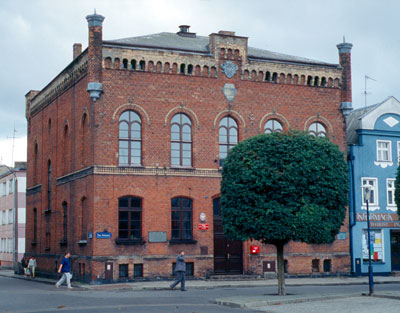
Radnice v Pucku
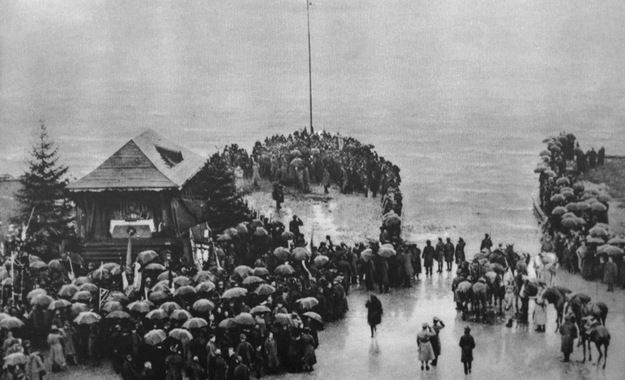
„Sňatek Polska s mořem“ v Pucku roku 1920